# Джиперс Кріперс (фільм, 2001)
Джиперс Кріперс (англ. Jeepers Creepers) — американський фільм жахів 2001 року режисера Віктора Салви. У ньому знімаються Джина Філіпс і Джастін Лонг у ролях Тріш і Даррі Дженнер, брата і сестри, яких переслідує Кріпер, демонічний серійний вбивця, якого зобразив Джонатан Брек. Свою назву фільм отримав від однойменної пісні, яка звучить в одному з фільмів Пола Вайтмена 1938 року.

## Сюжет
Деррі та Тріш, молоді брат і сестра подорожують на своєму автомобілі. Несподівано їх обганяє дивного вигляду вантажівка, а потім вони вдруге бачать цю моторошну машину, проїжджаючи повз покинуту церкву. Біля вантажівки молоді люди встигають помітити постать дивної людини в чорному плащі, яка скидає в трубу закривавлені пакунки, схожі на людські тіла. Зрозумівши, що його помітили, незнайомець починає переслідувати Деррі та Тріш. Але підліткам вдається уникнути погоні. Деррі вмовляє сестру повернутися до церкви і перевірити, що саме робив там незнайомець. Коли хлопець заглядає в трубу, то несподівано скочується вниз і опиняється у пастці. Те, що Дері знаходить внизу жахає його.

## У ролях
| Актор           | Роль                    |
| --------------- | ----------------------- |
| Джина Філіпс    | Тріш Дженнер            |
| Джастін Лонг    | Даррі Дженнер           |
| Джонатан Брек   | Кріпер                  |
| Патриція Белчер | Джезелл Гей Гартман     |
| Ейлін Бреннан   | леді-кішка              |
| Брендон Сміт    | сержант Девіс Таббс     |
| Джон Бешара     | солдат Роберт Гідеон    |
| Том Тарантіні   | Роуч                    |
| Вілл Газензаль  | офіцер з дірою в грудях |
| Віктор Салва    | жертва Кріпера          |